# 龙里站
龙里站位于贵州省黔南州龙里县县城内，为沪昆铁路和黔桂铁路线上的一个三等客货运站，始建于1974年。车站于2006年开始扩能改造以引入黔桂铁路扩能改造工程及本站至贵阳站的客车外绕线等工程，车站于2008年8月1日起停办客运业务以扩建车站站台及新建地下通道。贵阳枢纽外绕线于2009年6月30日通车，而车站则于2010年10月1日恢复客运业务。

## 车站结构
龙里站在经过贵阳枢纽改造工程后设有7条股道、2座旅客站台。其中1站台宽8.5米，2站台宽8米，两座站台间有宽4米的进出站地道连接。车站为沪昆铁路贵阳客车外绕线、龙南线（货车线）和黔桂铁路的交汇站，设有麻芝铺、小西堡所、龙里、老罗堡所4个方向；除小西堡所区间为计轴自动站间闭塞外，其余三个方向均使用双线自动闭塞。车站货场面积8640平方米，内设1条货物线，办理整车货物发到，主要到发品为煤炭、铁合金、粮食、重晶石、木材，货源吸引区为龙里县。此外车站还设有2条专用线。
| 站房     | 售票处、候车室、检票口                                 |
| 侧式站台 |                                                        |
| 1站台    | 沪昆铁路、黔桂铁路 旅客列车                            |
| 正线     | 贵阳客车外绕线、黔桂铁路往柳州方向（小西堡所、沿山站） |
| 正线     | 沪昆铁路往上海方向（麻芝铺站）                         |
| 正线     | 龙南线往昆明方向（大土站、贵阳南站）                   |
| 2站台    | 黔桂铁路、贵阳客车外绕线往贵阳方向（老罗堡所）         |
| 岛式站台 |                                                        |
| 到发线   | 沪昆铁路列车                                           |
| 到发线   | 沪昆铁路列车                                           |